# Martin Elkán
Martin Elkán (* 7. prosince 1969) je český manažer, od června 2014 do února 2018 generální ředitel státního podniku Česká pošta.

## Život
Vystudoval ekonomiku a řízení na Českém vysokém učení technickém v Praze (získal titul Ing.).
Po krátkém působení v Českomoravské stavební spořitelně na pozici vedoucího marketingu nastoupil roku 1996 do České pošty. Začínal na hospodářské správě, později se věnoval řízení obchodní činnosti v regionech, dále pak produktovému marketingu a marketingové komunikaci se zákazníky.
V červenci 2010 se stal vrchním ředitelem divize pro obchod a marketing. Dvakrát také zastával post zástupce generálního ředitele České pošty, a to od října 2009 do března 2010 a od června 2011 do června 2014.
Po rezignaci Petra Zatloukala na post generálního ředitele České pošty byl od 1. dubna 2014 jmenován ministrem vnitra ČR Milanem Chovancem dočasným ředitelem této společnosti. Protože se osvědčil, dne 13. června 2014 jej ministr vnitra definitivně jmenoval řádným generálním ředitelem státního podniku Česká pošta.
Dne 22. února 2018 jej ministr vnitra ČR v demisi Lubomír Metnar odvolal z postu generálního ředitele České pošty, a to s účinností ke konci měsíce února. Důvodem podle Ministerstva vnitra ČR bylo, že podniku chybí smysluplná vize fungování.